# Stenosmylus
Stenosmylus is een geslacht van insecten uit de familie van de watergaasvliegen (Osmylidae), die tot de orde netvleugeligen (Neuroptera) behoort.

## Soorten
- S. stenopterus McLachlan, 1867
- S. tenuis (Walker, 1853)
- S. turneri Kimmins, 1940